# Joodse begraafplaats (Beverwijk)

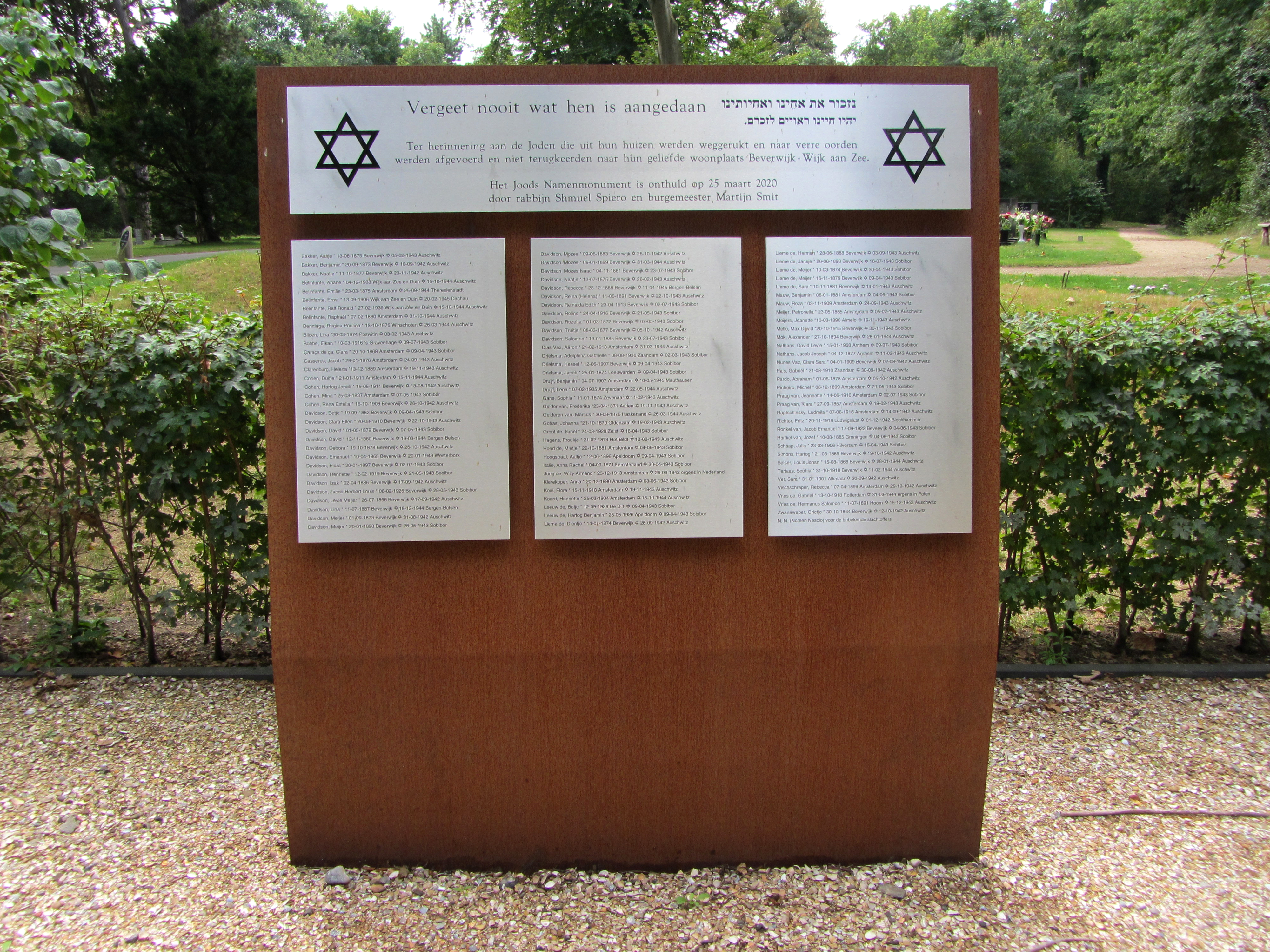
Joods namenmonument onthuld op 25 maart 2020

De Joodse begraafplaats van Beverwijk in de Nederlandse provincie Noord-Holland ligt op een apart deel van de algemene begraafplaats Duinrust aan de Bankenlaan.
De begraafplaats is niet de oorspronkelijke begraafplaats. De Joodse gemeente van Beverwijk ontstond rond 1800. In 1809 werd een eerste Joodse begraafplaats ingericht aan de Kuikensweg in Beverwijk. De Joodse gemeente van Beverwijk had jarenlang rond de 130 leden. Na de Jodenvervolging tijdens de Tweede Wereldoorlog keerde nog maar een enkeling terug. De gemeente werd opgeheven en bij Haarlem gevoegd.
In 1951 werd de begraafplaats in Beverwijk geruimd. De resten werden overgebracht naar de algemene begraafplaats Duinrust. Er staan 45 grafstenen, maar het aantal begravenen ligt hoger, dat zijn er meer dan honderd. Waarschijnlijk zijn een aantal grafstenen verloren gegaan in de tijd dat deze in Beverwijk stonden. De resterende grafstenen zijn geïnventariseerd in het Stenen Archief.
Op 25 maart 2020 is een Namenmonument onthuld voor de vermoorde Joodse inwoners. Het gedenkteken werd onthuld door rabbijn Shmuel Spiero en burgemeester Martijn Smit. Voor de onthulling van 25 maart is gekozen omdat op deze datum in 1942 begonnen werd met de deportatie van Beverwijkse Joden naar Amsterdam. Op het monument staan de namen van 96 Joodse inwoners van Beverwijk en Wijk aan Zee. Ook is er een vermelding N.N. (Nomen nescio) voor de onbekende slachtoffers.